# Hyaenosa clarki
Hyaenosa clarki là một loài nhện trong họ Lycosidae.
Loài này thuộc chi Hyaenosa. Hyaenosa clarki được Henry Roughton Hogg miêu tả năm 1912.